# María Concepción García Gainza

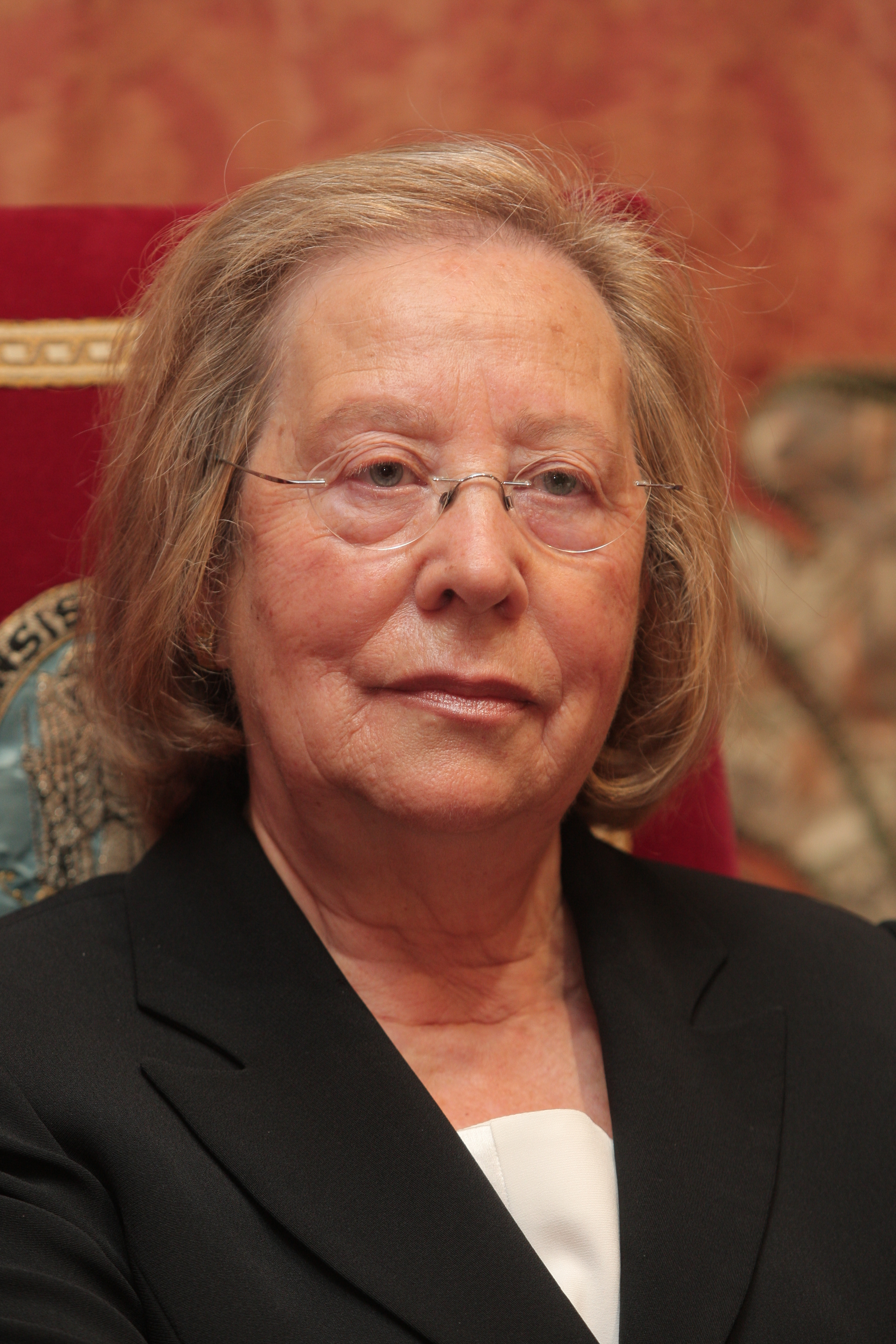
María Concepción García Gainza (2011)

María Concepción García Gainza (geboren 1. Dezember 1937 in Pamplona) ist eine spanische Kunsthistorikerin.

## Leben
María Concepción García Gainza studierte an der Universität Navarra und an der Universität Saragossa und nahm ab 1962 Lehraufgaben in Navarra wahr, wo sie 1968 promoviert wurde. Im Jahr 1970 wechselte sie als Assistenzprofessorin an die Universität Sevilla. Nach einem einjährigen Intermezzo an der Universität Murcia ging sie 1976 wieder an ihre Alma Mater nach Navarra und war dort Professorin bis zu ihrer Emeritierung im Jahr 2008.
García Gainza arbeitete zur Renaissance in Spanien und zum Barock. Sie gab den neunbändigen „Catálogo monumental de Navarra“ heraus.
García Gainza ist korrespondierendes Mitglied der
Real Academia de Bellas Artes de San Fernando in Madrid und der Real Academia de Bellas Artes de Santa Isabel de Hungría in Sevilla.

## Schriften (Auswahl)
- La escultura romanista navarra. Discípulos y seguidores de Juan de Anchieta. Pamplona: Institución Príncipe de Viana. Dissertation Navarra, 1969
- Mit Carmen Heredia Moreno: Orfebrería de la Catedral y del Museo Diocesano de Pamplona. Pamplona: Universidad de Navarra, 1978
- Catálogo Monumental de Navarra. Pamplona: Institución „Príncipe de Viana“. 1980–1997
- El escultor Luis Salvador Carmona. Pamplona: Universidad de Navarra, EUNSA, 1990
- Dibujos antiguos de los plateros de Pamplona. Pamplona: Universidad de Navarra, 1991
- Mit Julio Segura Moneo, Manuel Blasco Blanco: El Palacio Decanal de Tudela. Pamplona: Gobierno de Navarra, 2000
- Juan de Anchieta: escultor del Renacimiento. Madrid: Fundación de Apoyo a la Historia del Arte Hispánico, 2008
- Alonso Cano y el crucificado de Lekaroz. Pamplona: Cátedra de Patrimonio y Arte Navarro, 2015